# 鷹野橋停留場
鷹野橋停留場（たかのばしていりゅうじょう、鷹野橋電停）は、広島市中区にある広島電鉄宇品線の停留場である。駅番号はU05。
広島港（宇品）方面ホームが国泰寺町二丁目、紙屋町方面ホームが千田町一丁目に位置する。

## 歴史
鷹野橋停留場は1912年（大正元年）、宇品線が紙屋町停留場から御幸橋停留場までの区間で開通した際に開業した。当時は当停留場を境に紙屋町方面が西塔川線、御幸橋方面が御幸橋線と呼ばれた。停留場名の鷹野橋はかつて当地に流れていた西塔川（西堂川）に架かっていた橋の名前である。西塔川にはほかにも西塔橋、真菰橋という橋が架かっており、これら橋の名も宇品線の停留場名に採用されていたが、のちに西塔橋停留場は中電前停留場、真菰橋停留場は市役所前停留場に改称されたため、かつての橋の名を残すのは鷹野橋停留場のみになっている。
広島電鉄の市内線は1945年（昭和20年）8月6日に広島市への原子爆弾投下で被害を受け休止されるが、当停留場を含む宇品線の紙屋町停留場から電鉄前停留場までの区間は同年の9月には復旧を果たしている。

### 年表
- 1912年（大正元年）11月23日：開業[4]。
- 1945年（昭和20年）
  - 8月6日：広島市への原子爆弾投下により、運行休止[4]。
  - 9月12日：電鉄前 - 紙屋町が単線で復旧。12月中旬に複線にて復旧[4]。
- 1996年（平成8年）10月：駅番号「U5」を付与[5]。
- 2000年（平成12年）：停留場付近の軌道移設工事に伴い、停留場を移設。
- 2025年（令和7年）8月3日：駅番号を「U05」へ変更[6]。

## 停留場構造
宇品線はほぼすべての区間で軌道が道路上に敷かれた併用軌道であり、当停留場も鷹野橋交差点から南東に伸びる千田通り上にホームを有する。ホームは低床式で2面あり、2本の線路を挟み込むように配置されている。ただ互いのホームは斜向かいに位置しており、西側（紙屋町寄り）に広島港方面へ向かう下りホームが、東側（広島港（宇品）寄り）に紙屋町・本線方面へ向かう上りホームがある。
2000年（平成12年）に行われた停留場付近の軌道移設工事に伴い、場所を移動するとともにホームの幅が広くなり、全長にわたって屋根が取り付けられた。またそれに伴い停留場横の横断歩道の幅が拡げられている。

### 運行系統
当停留場には広島電鉄で運行される系統のうち、1号線、3号線、7号線、それに0号線が乗り入れる。
| 下りホーム （日赤病院前方面） | 1号線 · 7号線         | （広電本社前経由）広島港（宇品）ゆき |
| 下りホーム （日赤病院前方面） | 7号線 · 3号線 · 0号線 | 広電本社前ゆき                       |
| 下りホーム （日赤病院前方面） | 3号線 · 0号線         | 日赤病院前ゆき                       |
| 上りホーム （紙屋町方面）     | 1号線                 | （八丁堀方面）広島駅ゆき             |
| 上りホーム （紙屋町方面）     | 3号線                 | （十日市町方面）広電西広島ゆき       |
| 上りホーム （紙屋町方面）     | 7号線                 | （十日市町方面）横川駅ゆき           |

## 停留場周辺
- タカノ橋商店街
- 広島会計学院電子専門学校（学校法人上野学園系列）
- 広島ビジネス専門学校（学校法人上野学園系列）
- 広島外語専門学校（学校法人上野学園系列）
- 介護老人保健施設陽だまり

### バス路線
近隣にあるバス停は下記のとおり。
- 広島バス「鷹の橋」バス停 - 21号線、21-1号線
- 広島バス「南鷹の橋」バス停 - 21-1号線
- 広島バス「鷹の橋商店街」バス停 - 21-2号線

## その他
トミーテックから発売している「鉄道むすめ」シリーズのキャラクター、「鷹野みゆき」の名字の由来となった停留場の1つである（広島電鉄宇品線の御幸橋停留場もそれに該当する）。

## 隣の停留場
広島電鉄
宇品線
市役所前停留場 (U04) - 鷹野橋停留場 (U05) - 日赤病院前停留場 (U06)